# 北辰心要流
北辰心要流（ほくしんしんようりゅう）とは、柔術の流派である。

## 概要
新選組の松原忠司（播磨国一柳藩の人）が伝えていた流派である。大坂で教えていた。
北辰心要流は天神真楊流の分派である。
流祖の松原忠司は、磯又右衛門柳関斎源正足の弟子の船川楫之輔柳真斎源國勝から天神真楊流を学び、この流派を興した。
天神真楊流と同様に柳号を用いる。　
昭和頃まで伝わっており、早稲田大学『早稲田大学政治経済学部経済科卒業アルバム』に写真家の土門拳が撮影した「北辰心要流棒術の達人牧野君」という棒を演じる人物の写真が掲載されている。

## 内容
初段、中段、試合口、試合裏、投捨、上段からなり、源流である天神真楊流と似た体系であった。
柔術の他に、半棒術や関口流の棒術を伝えていた。

## 系譜
- 松原忠司誠幸柳趙斎
  - 長島喜太郎[4]
  - 三室高輔重和柳東斎
    - 後藤東吉
    - 吉澤昌三郎
    - 疋田惣三郎

  - 乾喜平次